# Anna Shukhman
Anna Aleksandrovna Shukhman (6 mei 2009) is een Russische  schaakster. Sinds 2025 is ze grootmeester bij de vrouwen (WGM).
Ze won in 2019 in de categorie meisjes tot 10 jaar het Europees kampioenschap schaken voor jeugd. In 2025 won ze het vrouwentoernooi van het Wereldkampioenschap schaken voor junioren.
In juni 2025 was ze op de FIDE-ranglijst de derde schaakster van de wereld bij de meisjes.
In juli 2025 was haar Elo-rating 2416. 

## Externe koppelingen
- (en)   Informatie over schaakpartijen van Anna Shukhman op ChessGames.com
- (en)   Informatie over schaakpartijen van Anna Shukhman op 365chess.com
- (en)  FIDE-ratinggegevens voor Anna Shukhman